# .iq
.iq is het achtervoegsel van domeinen van websites uit Irak.
Het domein is jaren niet actief geweest, omdat de beheerder Bayan Elashi in Texas gevangen zat wegens vermeend terrorisme; deze is in 2005 veroordeeld voor het ondersteunen van terrorisme door geld te leiden naar een hoge functionaris in de Palestijnse groepering Hamas. In 2005 is het domein overgedragen aan de National Communications and Media Commission.